# Jean Carmen
Jean Carmen (7 de abril de 1913 – 26 de agosto de 1993) fue una actriz de cine, teatro, y radio estadounidense. A veces usaba el nombre artístico Julia Thayer. Además de sus apariciones en películas a lo largo de la década de 1930, Carmen actuó en Broadway en la producción original de The Man Who Came to Dinner, apareciendo como reemplazo del papel de June Stanley. En su carrera posterior, Carmen escribió, dirigió, y produjo la película The Pawn en 1966.

## Biografía
Nacida en Portland, Oregón el 7 de abril de 1913, Carmen fue seleccionada como una de las WAMPAS Baby Stars en 1934, siendo el último año donde fueron nombradas. Tuvo un papel secundario como La jinete 1937 en el serial de género western de Republic Pictures The Painted Stallion. También trabajó en radio y en Broadway, en Stage Door y en la producción original de 1939 The Man Who Came to Dinner (como reemplazo del papel de  June Stanley). El público moderno también recordará a Carmen por su interpretación como una de las tres cazafortunas en la comedia de Los Tres Chiflados de 1938 Healthy, Wealthy and Dumb. Se casó con Barrett Collyfer Dillow en 1949, cuya familia dirigía la B.F. Goodrich Company.
En 1966, Carmen escribió, dirigió, y produjo la película The Pawn, siendo acreditada como Jean Carmen Dillow. Durante este tiempo, residía en Greenwich, Connecticut. Su hijo, Guy Dillow, protagonizó la película.
No se la debe confundir con otra actriz de nombre similar, Jeanne Carmen, quién trabajó durante la década de 1950 y 1960.

## Muerte
Carmen murió el 26 de agosto de 1993, en Charleston (Carolina del Sur).

## Filmografía
| Año  | Título                     | Papel                    | Notas                              | Ref.  |
| ---- | -------------------------- | ------------------------ | ---------------------------------- | ----- |
| 1933 | Midshipman Jack            | La novia rubia de Gloria |                                    |       |
| 1934 | Hips, Hips, Hooray!        | Rubia                    | Sin acreditar                      |       |
| 1934 | Kiss and Make-Up           | Esposa de Maharajah      |                                    | [ 4 ] |
| 1934 | Young and Beautiful        | WAMPAS Baby Star         |                                    | [ 4 ] |
| 1934 | The Third Sex              | Bobby Allen              |                                    | [ 4 ] |
| 1935 | Born to Battle             | Betty Powell             |                                    | [ 4 ] |
| 1936 | Wolves of the Sea          | Nadine Miller            |                                    | [ 4 ] |
| 1937 | Bill Cracks Down           | Chica                    | Sin acreditar                      |       |
| 1937 | Gunsmoke Ranch             | Marion Warren            | Como Julia Thayer                  |       |
| 1937 | The Painted Stallion       | La jinete                | Como Julia Thayer                  |       |
| 1937 | Arizona Gunfighter         | Beth Lorimer             |                                    |       |
| 1937 | Million Dollar Racket      | Jessie                   |                                    |       |
| 1938 | Healthy, Wealthy and Dumb  | Marge                    | Cortometraje                       |       |
| 1938 | Paroled from the Big House | Pat Mallory              |                                    | [ 4 ] |
| 1938 | Sunset Murder Case         | Corista                  | Sin acreditar                      | [ 4 ] |
| 1939 | Four Girls in White        | Enfermera                | Sin acreditar                      | [ 4 ] |
| 1939 | In Old Montana             | June Allison             |                                    | [ 4 ] |
| 1939 | Smoky Trails               | Marie                    |                                    |       |
| 1939 | Yes, We Have No Bonanza    | Hermana cantante         | Sin acreditar                      |       |
| 1939 | Crashing Thru              | Ann "Angel" Chambers     |                                    | [ 4 ] |
| 1953 | Here Come the Girls        | Coro de Misuri           | Sin acreditar                      |       |
| 1968 | The Pawn                   |                          | Directora, productora, y escritora | [ 4 ] |

## Créditos teatrales
| Año       | Título                     | Papel        | Notas             | Ref.  |
| --------- | -------------------------- | ------------ | ----------------- | ----- |
| 1939–1941 | The Man Who Came to Dinner | June Stanley | Music Box Theatre | [ 2 ] |